# Stazione di Saletto
La stazione di Saletto è una stazione ferroviaria della linea Mantova – Monselice, situata nel comune di Borgo Veneto in Veneto.
La gestione degli impianti è affidata a Rete Ferroviaria Italiana (RFI) controllata del gruppo Ferrovie dello Stato.

## Strutture e impianti
Il fabbricato viaggiatori si sviluppa su due livelli. Il primo piano è una abitazione privata, mentre il piano terra è adibito ai locali del capostazione. Entrambi i livelli non sono fruibili da parte dei viaggiatori.
Il piazzale è formato da tre binari: il binario 2 è di corsa mentre il primo e il terzo binario vengono usati per gli incroci e le precedenze. I primi due binari sono accessibili all'utenza tramite banchine collegate fra loro da una passerella.
Ad oggi (2010) sono visibili i resti di uno scalo merci da tempo non più utilizzato.
Accanto al fabbricato viaggiatori è presente un altro piccolo fabbricato in mattoni che ospita la cabina elettrica.

## Movimento
Il servizio viaggiatori è effettuato da Trenitalia. Circa cinquantadue treni effettuano servizio a Saletto e le loro principali destinazioni sono Monselice, Padova e Mantova.